# Леваневский, Юзеф Александрович
Юзеф Александрович Леваневский (пол. Józef Lewoniewski) (1899, Санкт-Петербург, Российская империя — 11 сентября 1933, около города Ядрин, Чувашская АССР, Горьковский край, РСФСР, СССР) — польский авиатор.

## Биография
Родился в России в польской дворянской семье. Старший брат известного советского лётчика и полярного исследователя Сигизмунда Леваневского. В мае 1919 года вернулся в независимую Польшу и служил в польской армии в кавалерии во время Польско-советской войны. В 1923 году записался добровольцем в ВВС и в 1924 году окончил авиационное училище в городе Быдгощ. Служил лётчиком-истребителем в звании капитана.
Активно участвовал в спортивных полётах. 15 августа 1931 года летал на PWS-52.
С марта 1933 года работал в авиационном техническом научно-исследовательском институте в Варшаве в качестве тест-пилота.
11 сентября 1933 года с Чеславом Филиповичем пытался побить мировой рекорд дальности полёта по прямой для туристских самолётов I категории на специально переделанном польском самолёте PZL-19. Самолёт разбился у города Ядрин Чувашской АССР. Филипович был ранен, Леваневский погиб. Похоронен на воинском кладбище Повонзки (пол. Powązki) в Варшаве.

## Семья
- Отец — Александр Леваневский
- Мать — Теофила Бизюковская[1]
- Жена (1932-1933) — Анела Жищевская (1910—1986),участница первого конкурса Мисс Польша 1929 года
- Младший брат — Сигизмунд Александрович Леваневский (1902-1937), советский лётчик, совершивший несколько дальних перелётов в 1930-х годах, участник операции по спасению экспедиции парохода «Челюскин» в 1934 году, один из семёрки первых Героев Советского Союза. Пропал без вести в 13 августа 1937 года.